# Ma Xusheng
Ma Xusheng zh:马叙生 fue un diplomático de carrera chino.
- De 1968 a 1968 fue Encargado de negocios en Bucarest.
- Hasta marzo de 1988 fue director del departamento Unión Soviética y Europa del Este en el Ministerio de Asuntos Exteriores chino.
- De 30 de octubre de 1984 a marzo de 1988 fue embajador en Berlín Este.
- De enero de 1988 a julio de 1991 fue embajador en Belgrado.[2]